# Seznam oper uvedených ve Wexfordu

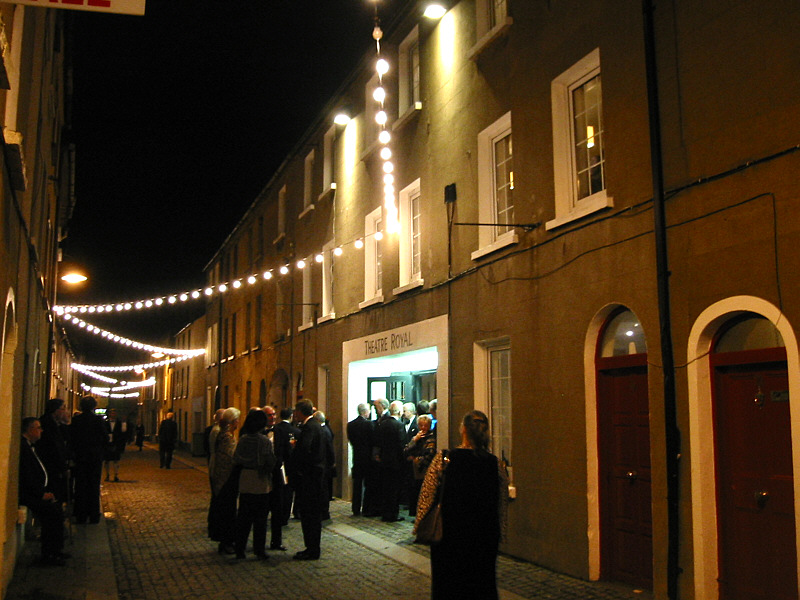
The Theatre Royal během Operního festivalu ve Wexfordu

Tento seznam obsahuje opery uvedené během Wexfordského operního festivalu od jeho založení roku 1951. seznam obsahuje pouze opery provedené scénicky a orchestrem. Za své existence se na festivalu uváděl také program složený z výběrů z oper a jednoaktovek s doprovodem klavíru.
Téměř všechna uvedená představení se konala ve wexfordském Královském divadle nebo (od roku 2008) v novém operním domě. Po demolici Theatre Royal a během výstavby Nové opery, se představení sezóny 2006 přesunula do divadla Dún Mhuire ve Wexfordu, a sezóna 2007 se konala hradě Johnstown, několik kilometrů mimo město.
Uměleckými řediteli wexfordského festivalu byli:
- 1951–66: Tom Walsh
- 1967–73: Brian Dickie
- 1974–78: Thomson Smillie
- 1979–81: Adrian Slack
- 1982–94: Elaine Padmore
- 1995–2004: Luigi Ferrari
- 2005–: David Agler

## Seznam
| Rok  | Opera                                           | Skladatel                                       | Jazyk                                           | Premiéra opery                                  | Dirigent                                        | Umělecký vedoucí                                | Výprava                                         | Zpěváci |
| ---- | ----------------------------------------------- | ----------------------------------------------- | ----------------------------------------------- | ----------------------------------------------- | ----------------------------------------------- | ----------------------------------------------- | ----------------------------------------------- | --- |
| 1951 | The Rose of Castille                            | Balfe                                           | anglicky                                        | 1857                                            | Dermot O'Hara                                   | Powell Lloyd                                    |                                                 | Murray Dickie                                                                                               |
| 1952 | L'elisir d'amore                                | Donizetti                                       | italsky                                         | 1832                                            | Dermot O'Hara                                   | Peter Ebert                                     | Joseph Carl                                     | Nicola Monti                                                                                                |
| 1953 | Don Pasquale                                    | Donizetti                                       | italsky                                         | 1843                                            | Bryan Balkwill                                  | Peter Ebert                                     | Joseph Carl                                     | Afro Poli, Nicola Monti                                                                                     |
| 1954 | La sonnambula                                   | Bellini                                         | italsky                                         | 1831                                            | Bryan Balkwill                                  | Peter Ebert                                     | Joseph Carl                                     | Marilyn Cotlow, Nicola Monti                                                                                |
| 1955 | Der Wildschütz                                  | Lortzing                                        | německy                                         | 1842                                            | Hans Gierster                                   | Anthony Besch                                   | Peter Rice                                      | Heather Harper, Thomas Hemsley                                                                              |
| 1955 | Manon Lescaut                                   | Puccini                                         | italsky                                         | 1893                                            | Bryan Balkwill                                  | Anthony Besch                                   | Peter Rice                                      | |
| 1956 | La cenerentola                                  | Rossini                                         | italsky                                         | 1817                                            | Bryan Balkwill                                  | Peter Ebert                                     | Joseph Carl                                     | Patricia Kern, Nicola Monti                                                                                 |
| 1956 | Martha                                          | Flotow                                          | německy                                         | 1847                                            | Bryan Balkwill                                  | Peter Potter                                    | Joseph Carl                                     | Josef Traxel, Constance Shacklock                                                                           |
| 1957 | La figlia del reggimento (La fille du régiment) | Donizetti                                       | francouzsky                                     | 1840                                            | Bryan Balkwill                                  | Peter Ebert                                     | Joseph Carl                                     | Graziella Sciutti, Geraint Evans, Patricia Kern                                                             |
| 1957 | L'Italiana in Algeri                            | Rossini                                         | italsky                                         | 1813                                            | Bryan Balkwill                                  | Peter Ebert                                     | Joseph Carl                                     | Paolo Montarsolo, Patricia Kern                                                                             |
| 1958 | Anna Bolena                                     | Donizetti                                       | italsky                                         | 1830                                            | Charles Mackerras                               | Peter Potter                                    | Michael Eve                                     | Fiorenza Cossotto, Patricia Kern                                                                            |
| 1958 | I due Foscari                                   | Verdi                                           | italsky                                         | 1844                                            | Bryan Balkwill                                  | Peter Ebert                                     | Reginald Woolley                                | |
| 1959 | La gazza ladra                                  | Rossini                                         | italsky                                         | 1817                                            | John Pritchard                                  | Peter Potter                                    | Osbert Lancaster                                | Janet Baker, Mariella Adani, Elizabeth Bainbridge, Nicola Monti                                             |
| 1959 | Aroldo                                          | Verdi                                           | italsky                                         | 1857                                            | Charles Mackerras                               | Frans Boerlage                                  | Micheál Mac Liammhóir                           | Aldo Protti, Elizabeth Bainbridge                                                                           |
| 1960 | Festival přerušen z důvodu rekonstrukce divadla | Festival přerušen z důvodu rekonstrukce divadla | Festival přerušen z důvodu rekonstrukce divadla | Festival přerušen z důvodu rekonstrukce divadla | Festival přerušen z důvodu rekonstrukce divadla | Festival přerušen z důvodu rekonstrukce divadla | Festival přerušen z důvodu rekonstrukce divadla | Festival přerušen z důvodu rekonstrukce divadla                                                             |
| 1961 | Ernani                                          | Verdi                                           | italsky                                         | 1844                                            | Bryan Balkwill                                  | Peter Ebert                                     | Reginald Woolley                                | |
| 1961 | Mireille                                        | Gounod                                          | francouzsky                                     | 1864                                            | Michael Moores                                  | Anthony Besch                                   | Osbert Lancaster                                | Alain Vanzo                                                                                                 |
| 1962 | L'amico Fritz                                   | Mascagni                                        | italsky                                         | 1891                                            | Antonio Tonini                                  | Michael Hadjimischev                            | Reginald Woolley                                | Bernadette Greevy, Nicola Monti                                                                             |
| 1962 | I puritani                                      | Bellini                                         | italsky                                         | 1835                                            | Gunnar Staern                                   | Peter Ebert                                     | Reginald Woolley                                | Mirella Freni                                                                                               |
| 1963 | Don Pasquale                                    | Donizetti                                       | italsky                                         | 1843                                            | Antonio de Almeida                              | Michael Hadjimischev                            | Anna Hadjimischev                               | Margherita Rinaldi                                                                                          |
| 1963 | La Gioconda                                     | Ponchielli                                      | italsky                                         | 1876                                            | Gunnar Staern                                   | Peter Ebert                                     | Reginald Woolley                                | |
| 1964 | Lucia di Lammermoor                             | Donizetti                                       | italsky                                         | 1835                                            | Antonio de Almeida                              | Michel Crochot                                  | Reginald Woolley                                | Giacomo Aragall                                                                                             |
| 1964 | Il conte Ory                                    | Rossini                                         | francouzsky                                     | 1828                                            | Gunnar Staern                                   | Peter Ebert                                     | Reginald Woolley                                | |
| 1964 | Much Ado About Nothing                          | Stanford                                        | anglicky                                        | 1901                                            | Courtney Kenny                                  | Peter Ebert                                     | Reginald Woolley                                | |
| 1965 | Don Quichotte                                   | Massenet                                        | francouzsky                                     | 1910                                            | Albert Rosen                                    | Carl Ebert                                      | Reginald Woolley                                | |
| 1965 | La traviata                                     | Verdi                                           | italsky                                         | 1853                                            | Gunnar Staern                                   | Peter Ebert                                     | Reginald Woolley                                | Philip Langridge                                                                                            |
| 1965 | La finta giardiniera                            | Mozart                                          | italsky                                         | 1775                                            | Gunnar Staern                                   | Peter Ebert                                     | Judith Ebert                                    | Mattiwilda Dobbs                                                                                            |
| 1966 | Fra Diavolo                                     | Auber                                           | francouzsky                                     | 1830                                            | Myer Fredman                                    | Dennis Maunder                                  | Reginald Woolley                                | |
| 1966 | Lucrezia Borgia                                 | Donizetti                                       | italsky                                         | 1833                                            | Albert Rosen                                    | Frith Banbury                                   | Reginald Woolley                                | |
| 1967 | Otello                                          | Rossini                                         | italsky                                         | 1816                                            | Albert Rosen                                    | Anthony Besch                                   | John Stoddart                                   | |
| 1967 | Roméo et Juliette                               | Gounod                                          | francouzsky                                     | 1867                                            | David Lloyd-Jones                               | John Cox                                        | Patrick Murray                                  | Richard Van Allan                                                                                           |
| 1968 | La clemenza di Tito                             | Mozart                                          | italsky                                         | 1791                                            | Theodore Gushlbauer                             | John Copley                                     | Michael Waller                                  | |
| 1968 | La jolie fille de Perth                         | Bizet                                           | francouzsky                                     | 1867                                            | David Lloyd-Jones                               | Pauline Grant                                   | Robin Archer                                    | Roger Soyer                                                                                                 |
| 1968 | L'equivoco stravagante                          | Rossini                                         | italsky                                         | 1811                                            | Aldo Ceccato                                    | John Cox                                        | John Stoddart                                   | Richard Van Allan                                                                                           |
| 1969 | L'infedeltà delusa                              | Haydn                                           | italsky                                         | 1773                                            | David Lloyd-Jones                               | John Copley                                     | John Fraser                                     | Eugenia Ratti, Jill Gomez                                                                                   |
| 1969 | Luisa Miller                                    | Verdi                                           | italsky                                         | 1849                                            | Myer Fredman                                    | John Cox                                        | Bernard Culshaw                                 | Bernadette Greevy                                                                                           |
| 1970 | Albert Herring                                  | Britten                                         | anglicky                                        | 1947                                            | David Atherton                                  | Michael Geliot                                  | Jane Bond                                       | Alan Opie                                                                                                   |
| 1970 | Lakmé                                           | Delibes                                         | francouzsky                                     | 1833                                            | David Lloyd-Jones                               | Michael Hadjimischev                            | John Fraser                                     | Christiane Eda-Pierre                                                                                       |
| 1970 | L'inganno felice                                | Rossini                                         | italsky                                         | 1812                                            | David Atherton                                  | Patrick Libby                                   | John Fraser                                     | Jill Gomez                                                                                                  |
| 1970 | Il giovedì grasso                               | Donizetti                                       | italsky                                         | 1829                                            | David Atherton                                  | Patrick Libby                                   | John Fraser                                     | Jill Gomez                                                                                                  |
| 1971 | Les pêcheurs de perles                          | Bizet                                           | francouzsky                                     | 1863                                            | Guy Barbier                                     | Michael Geliot                                  | Roger Butlin/ Jane Bond                         | Christiane Eda-Pierre                                                                                       |
| 1971 | La rondine                                      | Puccini                                         | italsky                                         | 1917                                            | Myer Fredman                                    | Anthony Besch                                   | John Stoddart                                   | Thomas Lawlor                                                                                               |
| 1971 | Il re pastore                                   | Mozart                                          | italsky                                         | 1775                                            | Kenneth Montgomery                              | John Cox                                        | Elizabeth Dalton                                | Norma Burrowes                                                                                              |
| 1972 | Oberon                                          | Weber                                           | anglicky                                        | 1826                                            | Kenneth Montgomery                              | Anthony Besch                                   | Adam Pollock                                    | |
| 1972 | Il pirata                                       | Bellini                                         | italsky                                         | 1827                                            | Leone Magiera                                   | Michael Geliot                                  | Jane Venables                                   | Christiane Eda-Pierre                                                                                       |
| 1972 | Káťa Kabanová                                   | Janáček                                         | česky                                           | 1921                                            | Albert Rosen                                    | David Pountney                                  | Sue Blane/ Maria Björnson                       | Ivo Žídek                                                                                                   |
| 1973 | Жизнь за царя (Ivan Susanin)                    | Glinka                                          | rusky                                           | 1836                                            | Guy Barbier                                     | Michael Hadjimischev                            | Sue Blane                                       | Matti Salminen, Dennis O'Neill                                                                              |
| 1973 | Игрок                                           | Prokofjev                                       | rusky                                           | 1929                                            | Albert Rosen                                    | David Pountney                                  | Maria Björnson                                  | Joseph Rouleau, Dennis O'Neill, Richard Stilgoe                                                             |
| 1973 | L'ajo nell'imbarazzo                            | Donizetti                                       | italsky                                         | 1824                                            | Kenneth Montgomery                              | Patrick Libby                                   | Adam Pollock                                    | Richard Stilgoe                                                                                             |
| 1974 | Medea in Corinto                                | Mayr                                            | italsky                                         | 1813                                            | Roderick Bryden                                 | Adrian Slack                                    | David Fielding                                  | Margreta Elkins                                                                                             |
| 1974 | Thaïs                                           | Massenet                                        | francouzsky                                     | 1894                                            | Jacques Delacôte                                | Jeremy Sutcliffe                                | John Fraser                                     | Ann Murray, Jill Gomez                                                                                      |
| 1974 | Der Barbier von Bagdad                          | Cornelius                                       | německy                                         | 1858                                            | Albert Rosen                                    | Wolf Siegfried Wagner                           | Dacre Punt/ Alex Reid                           | |
| 1975 | Eritrea                                         | Cavalli                                         | italsky                                         | 1652                                            | Jane Gloverová                                  | Ian Strasfogel                                  | Franco Colavecchia                              | Paul Esswood, Philip Langridge, Ann Murray                                                                  |
| 1975 | Le roi d'Ys                                     | Lalo                                            | francouzsky                                     | 1888                                            | Jean Perrison                                   | Jean-Claude Auvray                              | Bernard Arnould                                 | Gillian Knight                                                                                              |
| 1975 | La pietra del paragone                          | Rossini                                         | italsky                                         | 1812                                            | Roderick Bryden                                 | Adrian Slack                                    | John Bury                                       | Eric Garrett                                                                                                |
| 1976 | Giovanna d'Arco                                 | Verdi                                           | italsky                                         | 1845                                            | James Judd                                      | Jeremy Sutcliffe                                | David Fielding                                  | |
| 1976 | Die lustigen Weiber von Windsor                 | Nicolai                                         | německy                                         | 1849                                            | Leonard Hancock                                 | Patrick Libby                                   | Adam Pollock                                    | Michael Langdon, Alan Opie                                                                                  |
| 1976 | The Turn of the Screw                           | Britten                                         | anglicky                                        | 1954                                            | Albert Rosen                                    | Adrian Slack                                    | David Fielding                                  | Jane Manning                                                                                                |
| 1977 | Hérodiade                                       | Massenet                                        | francouzsky                                     | 1882                                            | Henri Gallois                                   | Julian Hope                                     | Roger Butlin                                    | Malcolm Donnelly, Bernadette Greevy, Bonaventura Bottone                                                    |
| 1977 | Orfeo ed Euridice                               | Gluck                                           | italsky                                         | 1762                                            | Jane Glover                                     | Wolf Siegfried Wagner                           | Dacre Punt/ Alex Reid                           | Jennifer Smith                                                                                              |
| 1977 | Il maestro di cappella                          | Cimarosa                                        | italsky                                         | 1793?                                           | James Judd                                      | Sesto Bruscantini                               | Tim Reed                                        | Sesto Bruscantini                                                                                           |
| 1977 | La serva e l'ussero                             | Luigi Ricci                                     | italsky                                         | 1836                                            | James Judd                                      | Sesto Bruscantini                               | Tim Reed                                        | Sesto Bruscantini, Bonaventura Bottone                                                                      |
| 1977 | La serva padrona                                | Pergolesi                                       | italsky                                         | 1733                                            | James Judd                                      | Sesto Bruscantini                               | Tim Reed                                        | Sesto Bruscantini                                                                                           |
| 1978 | Tiefland                                        | d'Albert                                        | německy                                         | 1903                                            | Henri Gallois                                   | Julian Hope                                     | Roger Butlin                                    | Malcolm Donnelly, Bonaventura Bottone                                                                       |
| 1978 | Il mondo della luna                             | Haydn                                           | italsky                                         | 1777                                            | James Judd                                      | Adrian Slack                                    | Axel Bartz                                      | Dennis O'Neill                                                                                              |
| 1978 | Dvě vdovy                                       | Smetana                                         | česky                                           | 1874                                            | Albert Rosen                                    | David Pountney                                  | Sue Blane                                       | Felicity Palmer, Joseph Rouleau, Bonaventura Bottone                                                        |
| 1979 | L'amore dei tre re                              | Montemezzi                                      | italsky                                         | 1913                                            | Pinchas Steinberg                               | Stewart Trotter                                 | Douglas Heap                                    | Bonaventura Bottone                                                                                         |
| 1979 | La vestale                                      | Spontini                                        | italsky                                         | 1807                                            | Matthias Bamert                                 | Julian Hope                                     | Roger Butlin/ Sue Blane                         | |
| 1979 | Crispino e la comare                            | F & L Ricci                                     | italsky                                         | 1850                                            | James Judd                                      | Sesto Bruscantini                               | Tim Reed                                        | Lucia Aliberti, Sesto Bruscantini, Bonaventura Bottone                                                      |
| 1980 | Edgar                                           | Puccini                                         | italsky                                         | 1889                                            | Robin Stapleton                                 | Roger Chapman                                   | Douglas Heap/ Jane Law                          | |
| 1980 | Orlando                                         | Händel                                          | italsky                                         | 1733                                            | James Judd                                      | Wilfred Judd                                    | Kandis Cook/ Alison Meacher                     | Lesley Garrett, Bernadette Greevy                                                                           |
| 1980 | Of Mice and Men                                 | Floyd                                           | anglicky                                        | 1970                                            | John DeMain                                     | Stewart Trotter                                 | John Cervenka                                   | |
| 1981 | I gioielli della Madonna                        | Wolf-Ferrari                                    | italsky                                         | 1911                                            | Colman Pearce                                   | Graham Vick                                     | Russell Craig                                   | |
| 1981 | Zaide                                           | Mozart                                          | německy                                         | 1780                                            | Nicholas Cleobury                               | Timothy Tyrrel                                  | Dermot Hayes                                    | Neil Mackie, Lesley Garrett, Ulrik Cold                                                                     |
| 1981 | Un giorno di regno                              | Verdi                                           | italsky                                         | 1840                                            | James Judd                                      | Sesto Bruscantini                               | Tim Reed                                        | Angela Feeney, Lucia Aliberti, Sesto Bruscantini                                                            |
| 1982 | Sakùntala                                       | Alfano                                          | italsky                                         | 1921                                            | Albert Rosen                                    | Nicholas Hytner                                 | David Fielding                                  | |
| 1982 | L'isola disabitata                              | Haydn                                           | italsky                                         | 1779                                            | Newell Jenkins                                  | Guus Mostart                                    | John Otto                                       | Bernadette Greevy                                                                                           |
| 1982 | Grisélidis                                      | Massenet                                        | francouzsky                                     | 1891                                            | Robin Stapleton                                 | Steven Pimlott                                  | Ariane Gastambide                               | Sergej Petrovič Lejferkus                                                                                   |
| 1983 | Hans Heiling                                    | Marschner                                       | německy                                         | 1833                                            | Albert Rosen                                    | Steven Pimlott                                  | David Fielding                                  | Sergej Lejferkus                                                                                            |
| 1983 | La vedova scaltra                               | Wolf-Ferrari                                    | italsky                                         | 1931                                            | Yan Pascal Tortelier                            | Charles Hamilton                                | Tim Reed                                        | Jill Gomez                                                                                                  |
| 1983 | Linda di Chamounix                              | Donizetti                                       | italsky                                         | 1842                                            | Gabriele Bellini                                | Julian Hope                                     | Annena Stubbs                                   | Lucia Aliberti                                                                                              |
| 1984 | Le jongleur de Notre-Dame                       | Massenet                                        | francouzsky                                     | 1902                                            | Yan Pascal Tortelier                            | Stefan Janski                                   | Johan Engels                                    | Patrick Power, Sergej Lejferkus                                                                             |
| 1984 | Le astuzie femminili                            | Cimarosa                                        | italsky                                         | 1794                                            | György Fischer                                  | Andy Hinds                                      | McJohn McMurray                                 | Susanna Rigacci, Raúl Giménez                                                                               |
| 1984 | Hubička                                         | Smetana                                         | česky                                           | 1876                                            | Albert Rosen                                    | Toby Robertson                                  | Bernard Culshaw                                 | John Ayldon                                                                                                 |
| 1985 | Ariodante                                       | Händel                                          | italsky                                         | 1735                                            | Alan Curtis                                     | Guus Mostart                                    | John Otto                                       | Raúl Giménez, Bernadette Greevy                                                                             |
| 1985 | Rise and Fall of the City of Mahagonny          | Weill                                           | německy                                         | 1930                                            | Simon Joly                                      | Declan Donnellan                                | John Ormerod                                    | |
| 1985 | La Wally                                        | Catalani                                        | italsky                                         | 1892                                            | Albert Rosen                                    | Stefan Janski                                   | Marie-Jeanne Lecca                              | |
| 1986 | Königskinder                                    | Humperdinck                                     | německy                                         | 1897                                            | Albert Rosen                                    | Michael McCaffrey                               | Di Seymour                                      | William Lewis, Sergej Lejferkus                                                                             |
| 1986 | Tancredi                                        | Rossini                                         | italsky                                         | 1813                                            | Arnold Östman                                   | Michael Beauchamp                               | William Passmore                                | Bruce Ford                                                                                                  |
| 1986 | Mignon                                          | Thomas                                          | francouzsky                                     | 1866                                            | Yan Pascal Tortelier                            | Richard Jones                                   | Richard Hudson                                  | Beverly Hoch                                                                                                |
| 1987 | Cendrillon                                      | Massenet                                        | francouzsky                                     | 1899                                            | Stéphane Cardon                                 | Seamus McGrenera                                | Tim Reed                                        | |
| 1987 | La cena delle beffe                             | Giordano                                        | italsky                                         | 1924                                            | Albert Rosen                                    | Patrick Mason                                   | Joe Vaněk                                       | Alessandra Marc, Fabio Armiliato, Miriam Gauci, Michail Krutikov                                            |
| 1987 | La straniera                                    | Bellini                                         | italsky                                         | 1829                                            | Jan Latham Koenig                               | Robert Carsen                                   | Russell Craig                                   | Michail Světlov (Krutikov)                                                                                  |
| 1988 | Čert a Káča                                     | Dvořák                                          | česky                                           | 1899                                            | Albert Rosen                                    | Francesca Zambello                              | Neil Peter Jampolis                             | |
| 1988 | Don Giovanni Tenorio                            | Gazzaniga                                       | italsky                                         | 1787                                            | Simon Joly                                      | Patrick Mason                                   | Joe Vaněk                                       | Norman Bailey                                                                                               |
| 1988 | Turandot                                        | Busoni                                          | italsky                                         | 1917                                            | Simon Joly                                      | Patrick Mason                                   | Joe Vaněk                                       | Norman Bailey                                                                                               |
| 1988 | Elisa e Claudio                                 | Mercadante                                      | italsky                                         | 1821                                            | Marco Guidarini                                 | David Fielding                                  | David Fielding/ Bettina Munzer                  | |
| 1989 | Der Templer und die Jüdin                       | Marschner                                       | německy                                         | 1829                                            | Albert Rosen                                    | Francesca Zambello                              | Bettina Munzer                                  | William Stone, Greer Grimsley                                                                               |
| 1989 | Mitridate, re di Ponto                          | Mozart                                          | italsky                                         | 1770                                            | Marco Guidarini                                 | Lucy Bailey                                     | Peter J Davison                                 | Patricia Rozario                                                                                            |
| 1989 | Обручение в монастыре                           | Prokofjev                                       | rusky                                           | 1946                                            | František Vajnar                                | Patrick Mason                                   | Joe Vaněk                                       | Spiro Malas, Thomas Lawlor                                                                                  |
| 1990 | Zazà                                            | Leoncavallo                                     | italsky                                         | 1900                                            | Bruno Rigacci                                   | Jamie Hayes                                     | Ruari Murchison                                 | Wojciech Drabowicz                                                                                          |
| 1990 | The Rising of the Moon                          | Maw                                             | anglicky                                        | 1970                                            | Simon Joly                                      | Ceri Sherlock                                   | Richard Aylwin                                  | Elizabeth Bainbridge, Thomas Lawlor                                                                         |
| 1990 | La dame blanche                                 | Boieldieu                                       | francouzsky                                     | 1825                                            | Emmanuel Joel                                   | Jean-Claude Auvray                              | Kenny MacLellan                                 | Gillian Knight                                                                                              |
| 1991 | L'assedio di Calais                             | Donizetti                                       | italsky                                         | 1836                                            | Evelino Pidò                                    | Francesca Zambello                              | Alison Chitty                                   | Frank Kelley                                                                                                |
| 1991 | Der Widerspänstigen Zähmung                     | Goetz                                           | německy                                         | 1874                                            | Oliver von Dohnányi                             | John Lloyd-Davies                               | John Lloyd-Davies                               | Štefan Margita, Frank Kelley                                                                                |
| 1991 | La Rencontre imprévue                           | Gluck                                           | francouzsky                                     | 1764                                            | Richard Hickox                                  | Jamie Hayes                                     | Ruari Merchison                                 | Paul Austin Kelly                                                                                           |
| 1992 | Il piccolo Marat                                | Mascagni                                        | italsky                                         | 1921                                            | Albert Rosen                                    | Stephen Medcalf                                 | Charles Edwards                                 | |
| 1992 | Gli equivoci                                    | Storace                                         | italsky                                         | 1786                                            | Mark Shanahan                                   | Giles Havergal                                  | Russell Craig                                   | |
| 1992 | Der Vampyr                                      | Marschner                                       | německy                                         | 1827                                            | Guido Johannes Rumstadt                         | Jean-Claude Auvray                              | Kenny MacLellan                                 | |
| 1993 | Черевички                                       | Čajkovskij                                      | rusky                                           | 1885                                            | Alexandr Anissimov                              | Francesca Zambello                              | Bruno Schwengl                                  | Vladimir Matorin                                                                                            |
| 1993 | Il barbiere di Siviglia                         | Paisiello                                       | italsky                                         | 1782                                            | Carla Delfrate                                  | Lucy Bailey                                     | Simon Vincenzi                                  | |
| 1993 | Zampa                                           | Hérold                                          | francouzsky                                     | 1831                                            | Yves Abel                                       | Tim Hopkins                                     | Charles Edwards                                 | Mary Mills                                                                                                  |
| 1994 | Демон                                           | Rubinstein                                      | rusky                                           | 1875                                            | Alexandr Anissimov                              | Yefim Maizel                                    | Paul Steinberg                                  | |
| 1994 | La bohème                                       | Leoncavallo                                     | italsky                                         | 1897                                            | Albert Rosen                                    | Reto Nickler                                    | Russell Craig                                   | |
| 1994 | Das Liebesverbot                                | Wagner                                          | německy                                         | 1836                                            | Yves Abel                                       | Dieter Kaegi                                    | Bruno Schwengel                                 | Gidon Saks                                                                                                  |
| 1995 | Iris                                            | Mascagni                                        | italsky                                         | 1898                                            | Bruno Aprea                                     | Lorenzo Mariani                                 | Maurizio Balò                                   | |
| 1995 | Saffo                                           | Pacini                                          | italsky                                         | 1840                                            | Maurizio Benini                                 | Beni Montressor                                 | Beni Montressor                                 | |
| 1995 | Майская ночь                                    | Rimskij-Korsakov                                | rusky                                           | 1880                                            | Vladimir Michajlovič Jurovskij                  | Stephen Medcalf                                 | Francis O'Connor                                | Vladimir Matorin                                                                                            |
| 1996 | Parisina                                        | Donizetti                                       | italsky                                         | 1833                                            | Maurizio Benini                                 | Stefano Vizioli                                 | Ulderico Manani                                 | Alexandrina Pendačanská                                                                                     |
| 1996 | L'étoile du nord                                | Meyerbeer                                       | francouzsky                                     | 1854                                            | Vladimir Michajlovič Jurovskij                  | Denis Krief                                     | Denis Krief                                     | Juan Diego Flórez, Elizabeth Futral                                                                         |
| 1996 | Šárka                                           | Fibich                                          | česky                                           | 1897                                            | David Agler                                     | Inga Levant                                     | Charles Edwards / Brigitte Reiffenstuel         | |
| 1997 | Rusalka                                         | Dargomyžskij                                    | rusky                                           | 1856                                            | Paul Mägi                                       | Dimitri Bertmann                                | Igor Něžnyj/ Tatjana Tulubievová                | Alessandro Safina                                                                                           |
| 1997 | La fiamma                                       | Respighi                                        | italsky                                         | 1934                                            | Enrique Mazzola                                 | Franco Ripa di Meana                            | Edoardo Sanchi                                  | |
| 1997 | Elena da Feltre                                 | Mercadante                                      | italsky                                         | 1839                                            | Maurizio Benini                                 | Sonja Frisell                                   | Marouan Dib                                     | |
| 1998 | Fosca                                           | Gomes                                           | italsky                                         | 1873                                            | Alexandr Anissimov                              | Giovanni Agostinucci                            | Giovanni Agostinucci                            | Fernando del Valle                                                                                          |
| 1998 | Šarlatán                                        | Haas                                            | česky                                           | 1938                                            | Israel Yinon                                    | John Abulafia                                   | Fotini Dimou                                    | |
| 1998 | I cavalieri di Ekebù                            | Zandonai                                        | italsky                                         | 1925                                            | Daniele Callegari                               | Gabriele Vacis                                  | Francesco Calcagnini/ Hilary Lewis              | Joseph Calleja                                                                                              |
| 1999 | Die Königin von Saba                            | Goldmark                                        | německy                                         | 1875                                            | Claude Schnitzler                               | Patrick Mailler                                 | Massimo Gasparon                                | |
| 1999 | Straszny Dwór                                   | Moniuszko                                       | polsky                                          | 1865                                            | David Jones                                     | Michal Znaniecki                                | Francesco Calcagnini                            | |
| 1999 | Siberia                                         | Giordano                                        | italsky                                         | 1903                                            | Daniele Callegari                               | Fabio Sparvoli                                  | Giorgio Ricchelli/ Alessandra Torelli           | |
| 2000 | Орлеанская дева                                 | Čajkovskij                                      | rusky                                           | 1881                                            | Daniele Callegari                               | Massimo Gasparon                                | Massimo Gasparon                                | Ermonela Jaho                                                                                               |
| 2000 | Si j'étais roi                                  | Adam                                            | francouzsky                                     | 1852                                            | David Agler                                     | Renaud Doucet                                   | André Barbe / Huguette Barbe-Blanchard          | Joseph Calleja                                                                                              |
| 2000 | Conchita                                        | Zandonai                                        | italsky                                         | 1911                                            | Marcello Rota                                   | Corrado d'Elia                                  | Fabrizio Palla / Steve Almerighi                | |
| 2001 | Alessandro Stradella                            | Flotow                                          | německy                                         | 1844                                            | Daniele Callegari                               | Thomas de Mallet Burgess                        | Julian McGowan                                  | |
| 2001 | Jakobín                                         | Dvořák                                          | česky                                           | 1889                                            | Alexandre Vološuk                               | Michael McCaffery                               | Paul Edwards                                    | Markus Werba                                                                                                |
| 2001 | Sapho                                           | Massenet                                        | francouzsky                                     | 1897                                            | Jean-Luc Tingaud                                | Fabio Sparvoli                                  | Giorgio Ricchelli / Alessandra Torella          | Ermonela Jaho                                                                                               |
| 2002 | Mirandolina                                     | Martinů                                         | italsky                                         | 1959                                            | Riccardo Frizza                                 | Paul Curran                                     | Kevin Knight                                    | |
| 2002 | Il giuramento                                   | Mercadante                                      | italsky                                         | 1837                                            | Paolo Arrivabeni                                | Joseph Rochlitz                                 | Lucia Goj / Silvia Aymonino                     | |
| 2002 | Manon Lescaut                                   | Auber                                           | francouzsky                                     | 1856                                            | Jean-Luc Tingaud                                | Jean-Phillippe Clarac / Olivier Deloeuil        | Greco                                           | Ermonela Jaho                                                                                               |
| 2003 | Švanda dudák                                    | Weinberger                                      | česky                                           | 1927                                            | Julian Reynolds                                 | Damiano Michieletto                             | Robin Rawstorne                                 | |
| 2003 | Die drei Pintos                                 | Weber                                           | německy                                         | 1888                                            | Paolo Arrivabeni                                | Michal Znaniecki                                | Kevin Knight                                    | |
| 2003 | María del Carmen                                | Granados                                        | španělsky                                       | 1898                                            | Max Bragado-Darman                              | Sergio Vela                                     | Cristiana Aureggi/ Violeta Rojas                | |
| 2004 | Prinzessin Brambilla                            | Braunfels                                       | německy                                         | 1931                                            | Danieli Belardinelli                            | Rosetta Cucchi                                  | Maria Rosaria Tartaglia                         | |
| 2004 | La vestale                                      | Mercadante                                      | italsky                                         | 1840                                            | Paolo Arrivabeni                                | Thomas de Mallet Burgess                        | Jamie Vartan                                    | |
| 2004 | Eva                                             | Foerster                                        | česky                                           | 1899                                            | Jaroslav Kyzlink                                | Paul Curran                                     | Paul Edwards                                    | |
| 2005 | Pénélope                                        | Fauré                                           | francouzsky                                     | 1913                                            | Jean-Luc Tingaud                                | Renaud Doucet                                   | André Barbe                                     | Paul Carey Jones                                                                                            |
| 2005 | Susannah                                        | Floyd                                           | anglicky                                        | 1955                                            | Christopher Larkin                              | John Fulljames                                  | Conor Murphy                                    | Simon O'Neill                                                                                               |
| 2005 | Maria di Rohan                                  | Donizetti                                       | italsky                                         | 1843                                            | Roberto Polastri                                | Charles Edwards                                 | Charles Edwards / Brigitte Rieffenstuel         | Eglise Gutiérrez, James Westman                                                                             |
| 2006 | Don Gregorio                                    | Donizetti                                       | italsky                                         | 1826                                            | Michele Mariotti                                | Roberto Recchia                                 | Ferdia Murphy                                   | |
| 2006 | Transformations                                 | Susa                                            | anglicky                                        | 1973                                            | David Agler                                     | Michael Barker-Caven                            | Joe Vaněk                                       | |
| 2007 | Arlecchino                                      | Busoni                                          | německy                                         | 1917                                            | David Agler                                     | Lucio Dalla                                     | Italo Grassi                                    | |
| 2007 | Rusalka                                         | Dvořák                                          | česky                                           | 1901                                            | Dmitrij Jurovskij                               | Lee Blakeley                                    | Joe Vaněk                                       | Kateřina Jalovcová Bryan Hymel                                                                              |
| 2007 | Der Silbersee                                   | Weill                                           | německy                                         | 1933                                            | Timothy Redmond                                 | Keith Warner                                    | Jason Southgate                                 | Nigel Richards, Simon Gleeson, Anita Dobson, Paul Carey Jones                                               |
| 2008 | Tutti in maschera                               | Pedrotti                                        | italsky                                         | 1856                                            | Leonardo Vordoni                                | Rosetta Cucchi                                  | Federico Bianchi/ Claudia Pernigotti            | |
| 2008 | Снегурочка–Весенняя сказка                      | Rimskij-Korsakov                                | rusky                                           | 1882                                            | Dmitrij Jurovskij                               | John Fulljames                                  | Dick Bird                                       | Natela Nicoli, Kateřina Jalovcová                                                                           |
| 2008 | The Mines of Sulphur                            | Bennett                                         | anglicky                                        | 1965                                            | Stewart Robertson                               | Michael Barker-Caven                            | Joe Vaněk                                       | Krisztina Szabó                                                                                             |
| 2009 | Maria Padilla                                   | Donizetti                                       | italsky                                         | 1841                                            | David Agler                                     | Marco Gandini                                   | Mauro Tinti                                     | |
| 2009 | The Ghosts of Versailles                        | Corigliano                                      | anglicky                                        | 1991                                            | Michael Christie                                | James Robinson                                  | Allen Moyer / James Schuette                    | Krisztina Szabó                                                                                             |
| 2009 | Une éducation manquée                           | Chabrier                                        | francouzsky                                     | 1879                                            | Christopher Franklin                            | Roberto Recchia                                 | Lorenzo Cutùli / Claudia Pernigotti             | |
| 2009 | La cambiale di matrimonio                       | Rossini                                         | italsky                                         | 1810                                            | Christopher Franklin                            | Roberto Recchia                                 | Lorenzo Cutùli / Claudia Pernigotti             | |
| 2010 | Virginia                                        | Mercadante                                      | italsky                                         | 1866                                            | Carlos Izcaray                                  | Kevin Newbury                                   | Allen Moyer                                     | Angela Meade, Bruno Ribiero, Hugh Russell, Ivan Magri, John Matthew Myers, Marcella Walsh, Gianluca Buratto |
| 2010 | The Golden Ticket                               | Ash                                             | anglicky                                        | 2010                                            | Timothy Redmond                                 | James Robinson                                  | Bruno Schwengl / Martin Pakledinaz              | Frank Kelley, Kiera Duffy, Wayne Tigges, Bradley Smoak, Abigail Nims, Owen Gilhooly, Noah Stewart           |
| 2010 | Hubička                                         | Smetana                                         | česky                                           | 1876                                            | Jaroslav Kyzlink                                | Michael Gieleta                                 | James Macnamara / Fabio Toblini                 | |
| 2011 | Maria                                           | Statkowski                                      | polsky                                          | 1906                                            | Tomasz Tokarczyk                                | Michael Gieleta                                 | James Macnamara / Fabio Toblini                 | Daria Masiero, Rafał Bartminski                                                                             |
| 2011 | Gianni di Parigi                                | Donizetti                                       | italsky                                         | 1839                                            | Giacomo Sagripanti                              | Federico Grazzini                               | Tiziano Santi / Valeria Donata Betella          | Edgardo Rocha, Zuzana Marková                                                                               |
| 2011 | La cour de Célimène                             | Thomas                                          | francouzsky                                     | 1855                                            | Carlos Izcaray                                  | Stephen Barlow                                  | Paul Edwards                                    | Luigi Boccia, Claudia Boyle, John Molloy                                                                    |
| 2012 | L'Arlesiana                                     | Cilea                                           | italsky                                         | 1897                                            | David Angus                                     | Rosetta Cucchi                                  | Sarah Bacon / Claudia Pernigotti                | Annunziata Vestri, Dimitrij Golovnin                                                                        |
| 2012 | Le roi malgré lui                               | Chabrier                                        | francouzsky                                     | 1887                                            | Jean-Luc Tingaud                                | Thaddeus Strassberger                           | Kevin Knight / Mattie Ulrich                    | Luigi Boccia, Liam Bonner, Mathias Vidal                                                                    |
| 2012 | A Village Romeo and Juliet                      | Delius                                          | anglicky                                        | 1907                                            | Rory Macdonald                                  | Stephen Medcalf                                 | Jamie Vartan                                    | John Bellemer, Jessica Muirhead                                                                             |
| 2013 | Il cappello di paglia di Firenze                | Rota                                            | italsky                                         | 1955                                            | Sergio Alapont                                  | Andrea Cigni                                    | Lorenze Cutùli                                  | Fillipo Adami                                                                                               |
| 2013 | La Navarraise                                   | Massenet                                        | francouzsky                                     | 1894                                            | David Agler                                     | Renaud Doucet                                   | André Barbe                                     | Nora Sourouzian, Philippe Do                                                                                |
| 2013 | Thérèse                                         | Massenet                                        | francouzsky                                     | 1907                                            | David Agler                                     | Renaud Doucet                                   | André Barbe                                     | Nora Sourouzian, Philippe Do, Brian Mulligan                                                                |
| 2013 | Cristina, regina di Svezia                      | Foroni                                          | italsky                                         | 1849                                            | Andrew Greenwood                                | Stephen Medcalf                                 | Jamie Vartan                                    | Helena Dix                                                                                                  |
| 2014 | Salomé                                          | Mariotte                                        | francouzsky                                     | 1908                                            | David Angus                                     | Rosetta Cucchi                                  | Tiziano Santi / Claudia Pernigotti              | |
| 2014 | Don Bucefalo                                    | Cagnoni                                         | italsky                                         | 1847                                            | Sergio Alapont                                  | Kevin Newbury                                   | Vita Tzykun / Jessica Jahn                      | |
| 2014 | Silent Night                                    | Puts                                            | anglicky, francouzsky, německy                  | 2011                                            | Michael Christie                                | Tomer Zvulun                                    | Erhard Rom / Vita Tzykun                        | |
| 2015 | Koanga                                          | Delius                                          | anglicky                                        | 1904                                            | Stephen Barlow                                  | Michael Gieleta                                 | James Macnamara                                 | |
| 2015 | Guglielmo Ratcliff                              | Mascagni                                        | italsky                                         | 1895                                            | Francesco Cilluffo                              | Fabio Ceresa                                    | Tiziano Santi                                   | |
| 2015 | Le pré aux clercs                               | Hérold                                          | francouzsky                                     | 1832                                            | Jean-Luc Tingaud                                | Eric Ruf                                        | Laurant Delvert                                 | |
| 2016 | Herculaneum                                     | David                                           | francouzsky                                     | 1859                                            | David Agler                                     | Stephen Medcalf                                 | Jamie Vartan                                    | |
| 2016 | Vanessa                                         | Barber                                          | anglicky                                        | 1958                                            | Timothy Myers                                   | James Robinson                                  | Allen Moyer / James Schuette                    | |
| 2016 | Maria de Rudenz                                 | Donizetti                                       | italsky                                         | 1838                                            | Andrew Greenwood                                | Fabio Ceresa                                    | Gary McCann / Giuseppe Palella                  | |
| 2017 | Medea                                           | Cherubini                                       | italsky                                         | 1797                                            | Stephen Barlow                                  | Fiona Shaw                                      | Annemarie Woods                                 | |
| 2017 | Margherita                                      | Foroni                                          | italsky                                         | 1848                                            | Timothy Myers                                   | Michael Sturm                                   | Stefan Rieckhoff                                | |
| 2017 | Risurrezzione                                   | Alfano                                          | italsky                                         | 1904                                            | Francesco Cilluffo                              | Rosetta Cucchi                                  | Tiziano Santi / Claudia Pernighotti             | |
| 2018 | Mala vita                                       | Giordano                                        | italsky                                         | 1892                                            | Francesco Cilluffo                              | Rodula Gaitanou                                 | Cordelia Chisholm                               | |
| 2018 | L'Oracolo                                       | Leoni                                           | italsky                                         | 1905                                            | Francesco Cilluffo                              | Rodula Gaitanou                                 | Cordelia Chisholm                               | |
| 2018 | Dinner at Eight                                 | Bolcum                                          | anglicky                                        | 2017                                            | David Agler                                     | Tomer Zvulan                                    | Alexander Dodge / Victoria Tzykun               | |
| 2018 | Adina                                           | Rossini                                         | italsky                                         | 1826                                            | Michele Spotti                                  | Rosetta Cucchi                                  | Tiziano Santi                                   | |
| 2018 | Il Bravo                                        | Mercadante                                      | italsky                                         | 1839                                            | Jonathan Brandini                               | Renaud Doucet                                   | André Barbe                                     | |
| 2019 | The Veiled Prophet                              | Stanford                                        | anglicky                                        | 1877                                            | David Brophy                                    | –                                               | –                                               | |
| 2019 | Don Quichotte                                   | Massenet                                        | francouzsky                                     | 1904                                            | Timothy Myers                                   | Rodila Gaitanou                                 | takis                                           | |
| 2019 | Dorilla in Tempe                                | Vivaldi                                         | italsky                                         | 1726                                            | Andrea Marchiol                                 | Fabio Ceressa                                   | Massimo Chechetto                               | |
| 2019 | La cucina                                       | Synnott                                         | italsky                                         | 2019                                            | Michele Spotti                                  | Rosetta Cucchi                                  | Tiziano Santi                                   | |
| 2020 | Falstaff Chronicles                             | Verdi                                           | italsky                                         | 1893                                            | Carmen Santoro                                  | Roberto Recchia                                 | Serena Treppiedi                                | |
| 2020 | What Happened to Lucrece                        | Synnott                                         | anglicky                                        | 2020                                            | Giorgio D'Alonzo                                | Rosetta Cucchi                                  | Silvano Santinelli                              | |